# Historia de Cella
Cella es una localidad de la provincia de Teruel (Aragón, España) con una historia que se remonta al antiguo imperio romano. 
Los restos de ocupación más antiguos se remontan al siglo I-II, aunque el topónimo actual y la historia moderna de la localidad comienzan con la época musulmana y la reconquista del territorio en los siglos XI-XII. Durante los siglos siguientes siguió los avatares del reino de Aragón, siendo un importante baluarte en su frontera suroriental. 
Tras la unión dinástica entre las coronas de Aragón y Castilla, la localidad perdió importancia militar aunque vivió una época de desarrollo artístico y patrimonial durante los siglos XVI a XVIII, de los que deriva la mayoría del patrimonio histórico-artístico de la localidad. Durante la etapa moderna y contemporánea, la localidad siguió las convulsiones políticas españolas y sufrió la emigración y despoblación rurales que vivieron muchas localidades predominantemente agrarias.

## Historia antigua

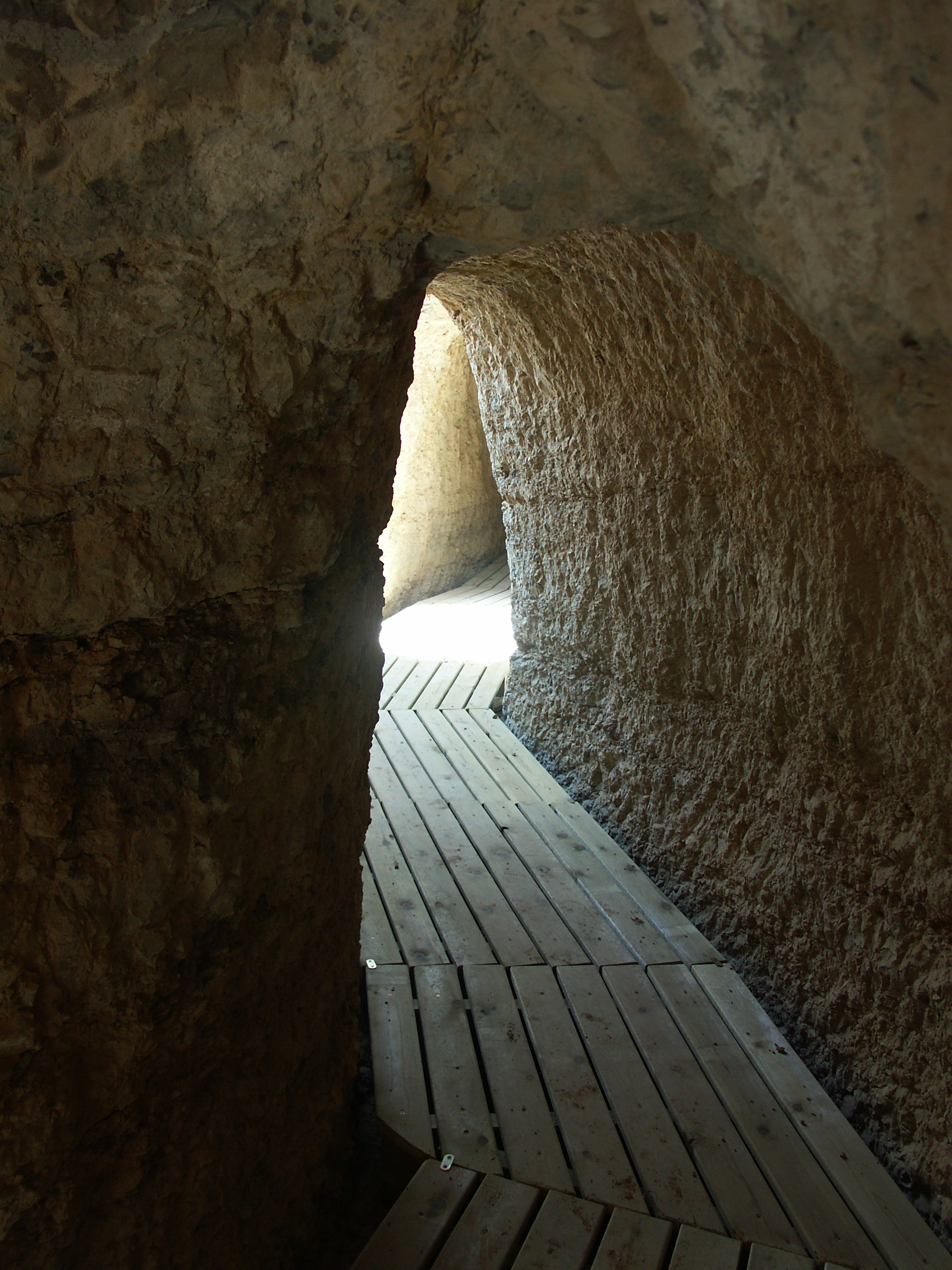
Vista del acueducto romano, uno de los resto más antiguos de habitación en Cella.

Los primeros vestigios documentados mediante restos arqueológicos de actividad humana en Cella, se remontan al Imperio romano cuando era conocida como Urbiaca, con la apertura de un acueducto desde la actual Albarracín hasta Cella para traer el agua del río Guadalaviar, en lo que seguramente sea uno de los primeros trasvases entre cuencas hidrográficas, al ser de la del Júcar a la del Ebro. Del siglo I-II d. C. datan los hallazgos arqueológicos de las inmediaciones de la plaza del ayuntamiento.

## Al-Ándalus y Reconquista
Durante la época musulmana, fue probablemente parte de los dominios de la tribu bereber Banu Razín, denominándose a la zona Sahla (el llano, en idioma árabe). Para 974 consta un castillo de Sahla, mencionado entre las revueltas de la tribu contra el poder central cordobés. Es bastante probable que funcionara como un ḥiṣn o cabeza de un distrito rural.
Sobre el año 1100 ya existía la ciudad de "Azehla". En el Cantar de Mío Cid se menciona con el nombre de "Çelfa" y se hace referencia al acueducto romano. Es en Cella donde, según el Cantar, el Cid espera a los refuerzos necesarios para la conquista de Valencia. Cella forma parte del Camino del Cid.
La zona cayó en manos cristianas en los años siguientes a la victoria de Alfonso I el Batallador en la batalla de Cutanda. Desde septiembre de 1127 constan actividades de repoblación en Cella, en las que debió participar Rotrou de Perche que recibió en recompensa la villa de Corella (Navarra). Fue probablemente una de los bastiones sur que controlaban la ruta entre Valencia y Zaragoza en la extremadura aragonesa a principios del siglo XII.
La localidad podría haber sido perdida por los cristianos en la crisis que siguió a la muerte sin herederos de Alfonso I. No es hasta 1170, durante el reinado de Alfonso II de Aragón, que consta de nuevo el dominio claro por parte de los cristianos.

## Edad Media
En 1177 el obispo Pedro Tarroja concede licencia a los templarios para la construcción de una población y se establecen en el castillo. De ese tiempo es la construcción del pozo artesiano, que deja en desuso el acueducto romano. El castillo seguía siendo una posición clave al sur, al marcar la frontera entre el reino de Aragón y el pequeño pero independiente señorío de Albarracín.
El rey Jaime I otorga a Cella el título de villa y en 1242 dona la localidad al concejo de Teruel. Desde 1277 consta la comunidad de aldeas de Teruel, una institución de frontera aragonesa que agrupaba localidades en torno a núcleos fortificados que permitían a la población refugiarse en caso de ataque y a cuyos gastos estaban obligados a contribuir. Cella actuó como un núcleo secundario, que aglutinaba la sesma del Campo de Cella. En 1284 fue una de las bases usadas por el hijo de Jaime I, Pedro III de Aragón para acometer el sitio de Albarracín y acabar con la independencia del señorío vecino en la frontera.
En 1294 se trasladó la feria existente en Cella a Teruel. Posteriormente Jaime II, cede a Pedro Jiménez de Iranzo, importante propietario en la frontera, tres torres de la villa con la condición de que las devuelva a su muerte. Tras el fallecimiento de Pedro Jiménez de Iranzo volvieron a manos de Pedro IV de Aragón. En 1333 se muralla la villa en el marco de crecientes conflictos entre las coronas de Aragón y Castilla como parte del sistema defensivo de Teruel. En esas décadas constan alcaides reales como Miguel Pérez de Miedes, con una renta real para el mantenimiento de las fortificaciones.
En 1356 la localidad sufrió como el resto de la frontera suroeste aragonesa la guerra de los Dos Pedros. Las fortificaciones fueron ampliadas en 1357 por orden de la reina Leonor, que detentaba las rentas reales de la comunidad de aldeas. Entre 1357 y 1362 la dotación para la fortificación de Cella subió de 100 a 1 700 sueldos jaqueses y el rey pasó a designar los alcaides en vez de la reina mostrando la creciente preocupación por la posición. La localidad era el cerrojo que prevenía posibles incursiones castellanas desde Molina de Aragón (ruta de invasión esperada por el rey aragonés)  y era el único refugio para la población de la Comunidad de Aldeas de Teruel aparte de la propia ciudad turolense. Desde 1358 el alcaide recibe órdenes de estar en estado de alerta. En 1359 los aragoneses vencen en Araviana en el frente soriano pero esperando un contraataque castellano contra Cella hacen acopio y preparación para un asedio.
Sin embargo el avance castellano vino desde el noroeste, con la toma de Calatayud en 1362 y la subsecuente amenaza en la Comunidad de Teruel. Se acumularon armas y pertrechos en Cella y otras localidades turolenses, lo que no logró evitar la posterior caída de Teruel en 1363 con lo que la zona quedó bajo ocupación castellana hasta 1367.

## Renacimiento y Barroco

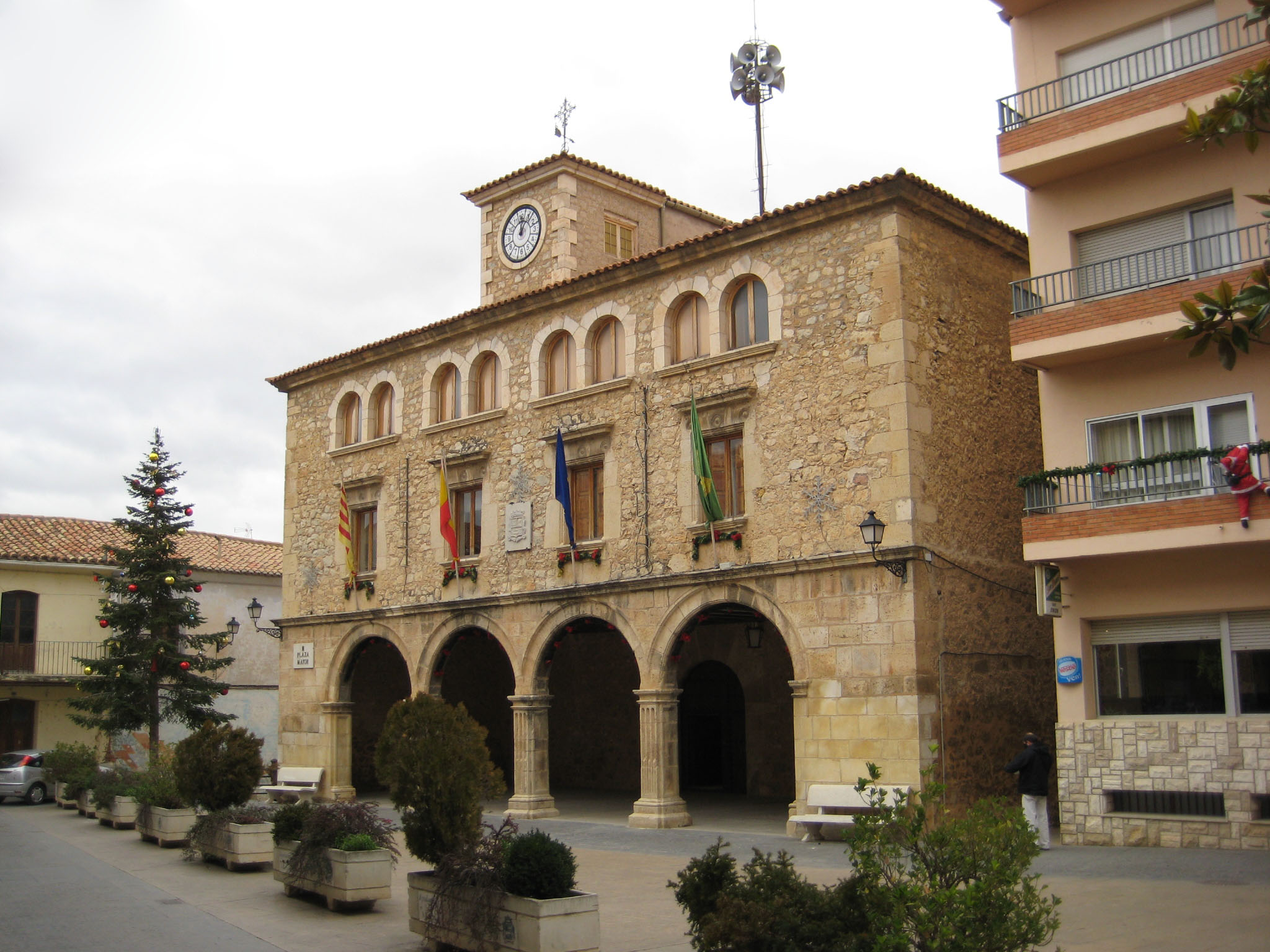
De los y data buena parte del patrimonio artístico y arquitectónico de la localidad.

En junio de 1484, la ciudad de Teruel se opuso a la designación de los recién nombrados Pedro Arbués y Pedro Gaspar Juglar, primeros inquisidores en Aragón. Con la entrada negada en Teruel, Cella actuó como su refugio hasta que las tropas reales acallaron la oposición turolense en febrero de 1485. La ermita dedicada al inquisidor Pedro de Arbués recuerda los vínculos de Cella con la Inquisición. 
En el siglo XVI se edifica la casa consistorial de Cella, en las cercanías del antiguo castillo. Constan del mismo siglo las primeras menciones a la ermita de San Sebastián. Destaca también siglo del siglo XVI el astrónomo cellano Francisco Zarzoso, que estableció un observatorio en Cella a la vuelta de sus estudios en París.
Del siglo XVII cabe reseñar la decoración de la Iglesia de la Inmaculada Concepción, con un retablo de Silvestre Estanmolín y la reforma de la ya mencionada ermita de San Sebastián.

## Edad Moderna

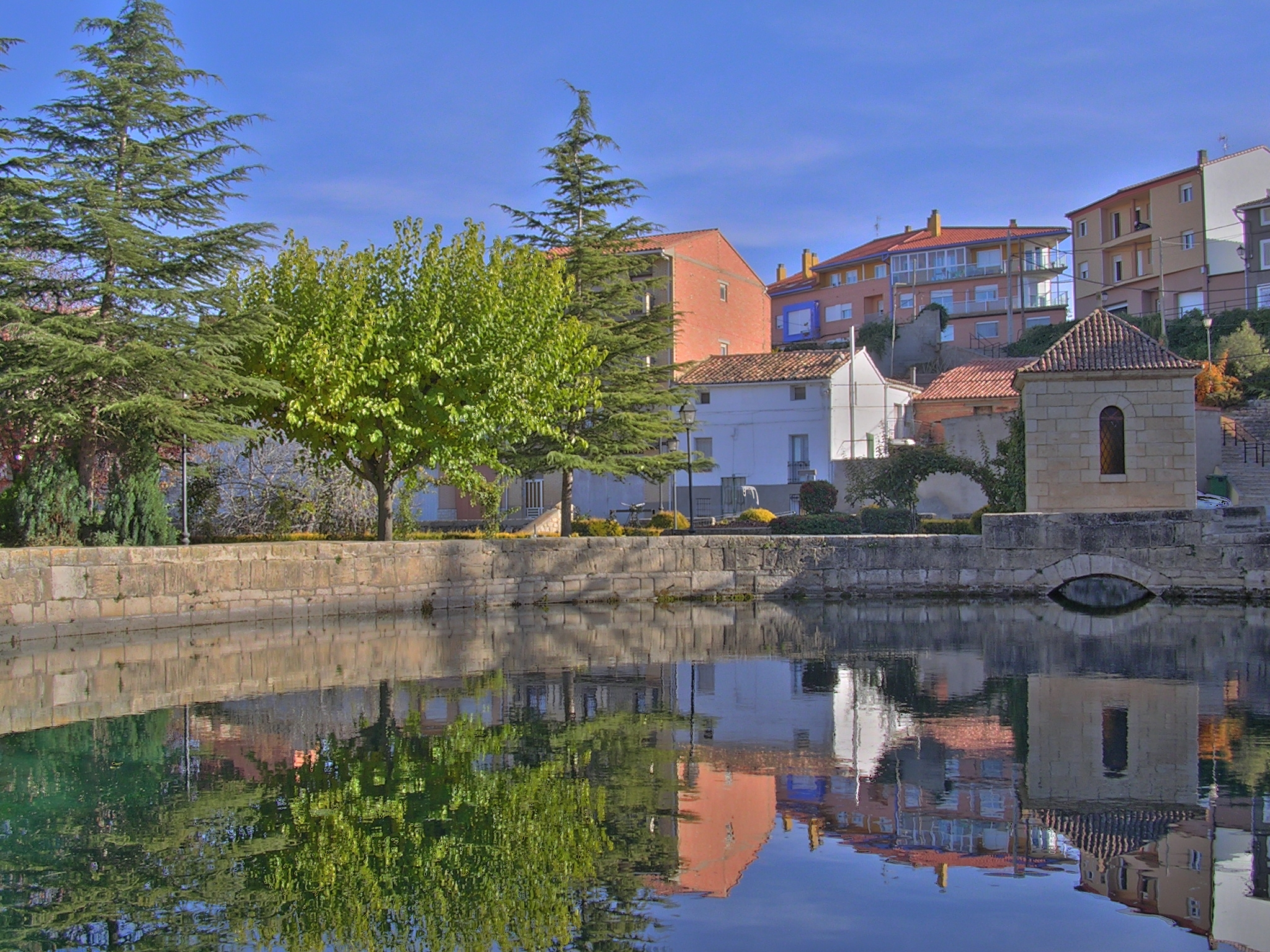
La fuente de Cella, principal hito histórico de la localidad

De 1724 datan las menciones más antiguas a la romería del monte Calvario que se celebra desde entonces el 23 de abril, día de San Jorge, patrón de Aragón.
El pozo artesiano es embellecido y convertido en la actual fuente entre los años 1729 y 1731 por el capitán de ingenieros Domingo Ferrari, que emprende una reorganización de la infraestructura hidráulica entre Cella y Monreal. Se trató de una reorganización mayor de la infraestructura regional que creó el curso actualmente llamado río Cella y que incluyó la edificación de la ermita de San Pedro Arbués.
Durante la Guerra de la Independencia española, la localidad rechazó un primer intento de ocupación francesa en agosto de 1809 durante la campaña de Villacampa en la sierra de Albarracín. La posterior retirada de Villacampa permitió a los franceses fusilar en represalia al alcalde de Cella, Jerónimo Sánchez de Motos.  El 26 de julio de 1812 se juró en la localidad la Constitución de Cádiz.
Durante la construcción del estado liberal en España durante el siglo XIX, Cella fue adscrita a la provincia de Teruel y al partido judicial de Albarracín.

## Historia contemporánea
La estación de Cella fue puesta en servicio el 1 de abril de 1901 junto a la apertura del resto del tramo Calatayud-Puerto Escandón de la línea Calatayud-Valencia. Las obras corrieron a cargo de la Compañía del Ferrocarril Central de Aragón.
En el primer tercio del siglo XX, Cella destacó dentro de la provincia de Teruel por la vitalidad de su sociedad civil, que participó por  encima de la media regional en el somatén de la dictadura de Primo de Rivera y en los movimientos obreros campesinos (luego organizados en torno a la UGT).
Durante la guerra civil española, Cella quedó ubicada dentro del territorio sublevado. En la represión de los primeros meses de la contienda hubo 31 fusilados en Cella entre personalidades de izquierda. Aunque hubo varias contraofensivas republicanas en la provincia de Teruel, el frente no llegó hasta el valle del Jiloca. Eso no impidió que en acciones aisladas los republicanos cortaran la línea férrea en las inmediaciones de Cella.
En 1946 se construyó la plaza de Toros de Cella. La despoblación rural durante el desarrollismo español del siglo XX llevó a una pérdida de población y a la anexión en 1965 del antiguo partido judicial de Albarracín, que incluía a Cella, al partido judicial de Teruel.
Con la creación de las comarcas de Aragón en 2003, Cella fue incluida en la Comunidad de Teruel.